# Eria major
Eria major là một loài thực vật có hoa trong họ Lan. Loài này được Ridl. ex Stapf mô tả khoa học đầu tiên năm 1894.